# (8762) Hiaticula
(8762) Hiaticula ist ein Asteroid des mittleren Hauptgürtels, der am 25. März 1971 von dem niederländischen Astronomenehepaar Cornelis Johannes van Houten und Ingrid van Houten-Groeneveld entdeckt wurde. Die Entdeckung geschah im Rahmen der 1. Trojaner-Durchmusterung, bei der von Tom Gehrels mit dem 120-cm-Oschin-Schmidt-Teleskop des Palomar-Observatoriums aufgenommene Feldplatten an der Universität Leiden durchmustert wurden, elf Jahre nach Beginn des Palomar-Leiden-Surveys.
Der Asteroid ist nach dem Sandregenpfeifer benannt, dessen wissenschaftlicher Name Charadrius hiatuicula lautet. Zum Zeitpunkt der Benennung des Asteroiden am 2. Februar 1999 befand sich der Sandregenpfeifer auf der niederländischen Roten Liste gefährdeter Arten.